# Route 215 (Nouveau-Brunswick)
Pour les articles homonymes, voir Route 215.
La route 215 est une route locale du Nouveau-Brunswick reliant la route 205 à la route 120, dans l'extrême nord-ouest de la province, longue de 15 kilomètres.
La 215 est pavée sur toute sa longueur.

## Tracé
La 215 débute dans le centre de Saint-François-de-Madawaska, à sa jonction avec la route 205, la rue Commerciale. Nommée rue Frontière, elle traverse le village, puis suit lac Unique pendant 3 kilomètres environ, 10 kilomètres au nord de Saint-François-de-Madawaska. 5 kilomètres plus au nord, elle se termine sur une intersection en T avec la route 120, moins d'un kilomètre au sud-est de la frontière Québec-Nouveau-Brunswick.

## Intersections principales
| Route 215 |                             |     |                                                                          |                 |
| Comté     | Location                    | km  | Intersection/Destinations                                                | Notes           |
| Madawaska | Saint-François-de-Madawaska | 0   | R-205, Collins, Clair, Fort Kent (ME)                                    | Début de la 215 |
| Madawaska | Lac-Unique                  | 2.5 | Chemin des Bouchard, Concession-des-Viel, Concession-des-Bouchard        |                 |
| Madawaska | Lac-Unique                  | 13  | Chemin Collin est, Rang-des-Collin                                       |                 |
| Madawaska | Lac-Baker                   | 15  | R-120, vers Route 289, Rivière-Bleue (Qc), Pohénégamook (Qc), Edmundston | Fin de la 215   |